# Arnold Friedrich von Mieg

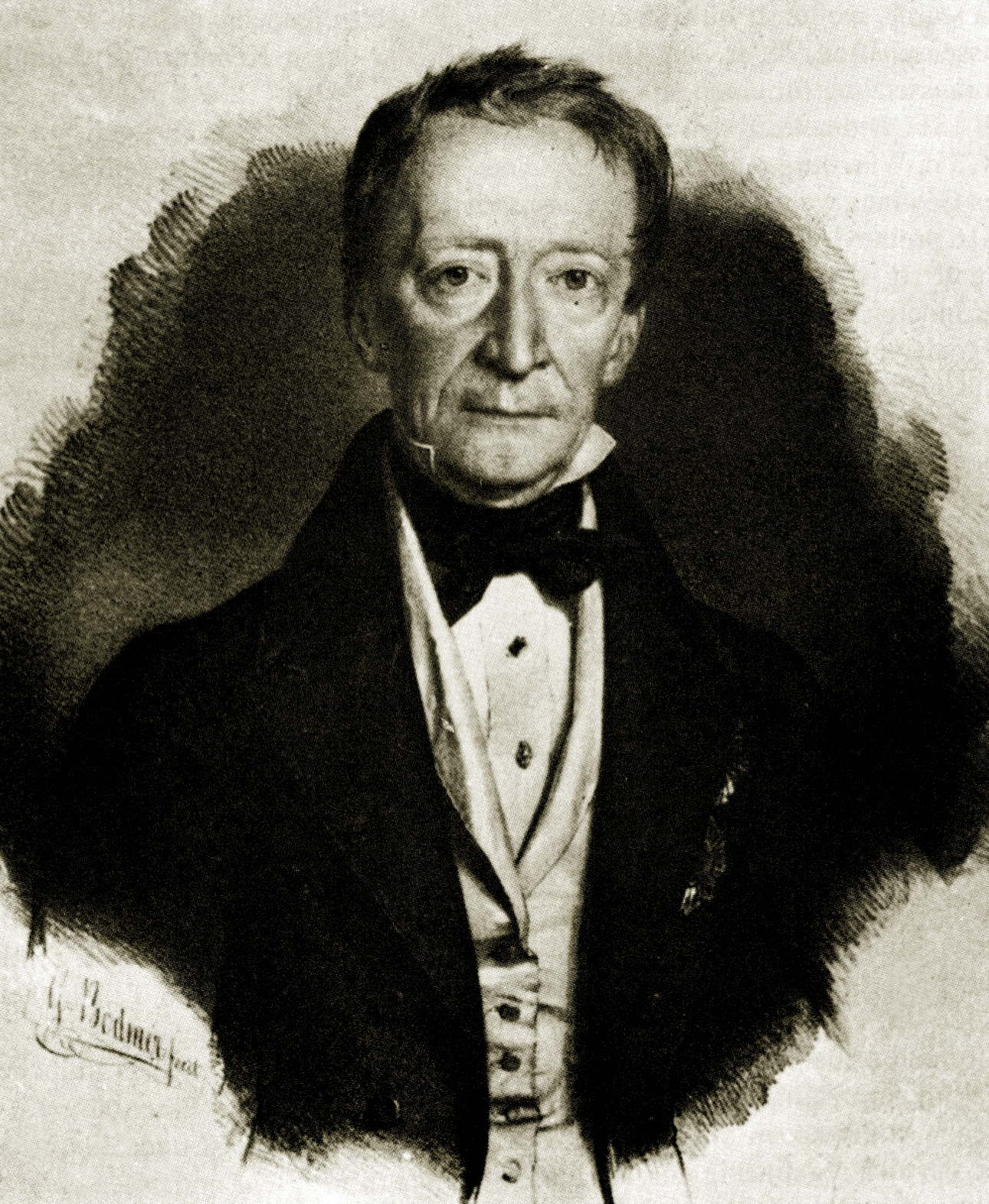
Arnold Friedrich von Mieg

Arnold Friedrich Mieg, ab 1792 von Mieg, ab 1812 Ritter von Mieg, (* 21. Januar 1778 in Heidelberg; † 7. Januar 1842 in Frankfurt am Main) war ein deutscher Politiker.

## Leben
Arnold Friedrich von Mieg wurde als Sohn von Benedikt Friedrich Albert von Mieg (1755–1829), Administrationsrat und 1792 in den Reichsadel erhoben, und dessen Ehefrau Carolina, geb. Söldner, geboren. Seine beiden Schwestern waren:
- Antonie (1783–1856), verheiratet mit dem bayerischen Geheimrat und Regierungsdirektor Karl von Günther (1771–1855);
- Josefine (1793–1828), verheiratet mit dem späteren provisorischen bayerischen Innenminister von 1847 Johann Baptist von Zenetti.

1806 heiratete er in Wien Elise (1784–1845), Tochter des Joseph Anton Segalla von Kornfeld, Gutsbesitzer in Roveredo, und der Therese Nicolo della Casa Bianca. Gemeinsam hatten sie zwei Töchter, u. a. Caroline Therese Magdalene (1807–1888), verheiratet mit Friedrich August Stüler (1800–1865), Architekt.
Arnold Friedrich von Mieg studierte an der Universität Heidelberg Philosophie und Jura und begann nach dem Studium als Gehilfe des pfalz-zweibrückischen Komitialgesandten beim Rastatter Kongress, Aloys Graf von Rechberg. Die Regierungsübernahme des Herzogs von Pfalz-Zweibrücken Maximilian I. Joseph 1799 in München führte Arnold Friedrich von Mieg zunächst als Legationssekretär bei der bayerischen Gesandtschaft nach Wien. 1806 wechselte er als Gubernialrat in das neu errichtete Generalkommissariat des Innkreises, wo er bis zum Kanzleidirektor aufstieg. 1810 wechselte er als Kanzleidirektor nach Salzburg.
1816 wurde er Regierungsdirektor bei der königlichen Regierung Unterfrankens in Würzburg. 1823 kehrte er als Ministerialrat beim Innenministerium nach München zurück, und setzte sich dort weiterhin für die Belange von Würzburg ein und wurde dafür 1824 zum Ehrenbürger ernannt.
1826 übernahm er die Stelle als Regierungsrat und Regierungspräsident des Rezatkreises in Ansbach. Anfang 1832 wurde er als Nachfolger von Joseph Ludwig Graf von Armansperg zum Verweser des Finanzministeriums ernannt.
Im Februar 1833 reiste Arnold Friedrich von Mieg im Auftrag der Königreiche Bayern und Württemberg nach Berlin, um über den Zusammenschluss des süddeutschen und preußisch-hessischen Zollverein zu verhandeln. Unter anderem konnte durch seine Verhandlungsführung im März 1833 der schnelle und erfolgreiche Abschluss des Vertrages zum Deutschen Zollverein gefeiert werden. Da er bei einigen Zusagen seine Kompetenz überschritt, kam es zu Spannungen mit König Ludwig I. von Bayern. Arnold Friedrich von Mieg trat daraufhin im April 1833 vom Ministeramt zurück und ließ sich als bayerischer Gesandter an den Bundestag nach Frankfurt am Main versetzten. Bis zu seinem Tode bekleidete er diese Position, wobei weitere diplomatische Missionen hinzukamen, so war er auch bevollmächtigter Gesandter bei der Deutschen Bundesversammlung. Im Januar 1834 wurde er als bayerischer Bevollmächtigter zu der Wiener Ministerialkonferenz geschickt, wo er erfolgreich Klemens Wenzel Lothar von Metternichs Plänen zur Einrichtung eines Bundesgerichtes sowie der Aufstellung des Grundsatzes, Bundesrecht gehe vor Landesrecht, entgegenarbeitete.

## Mitgliedschaften
Von 1820 bis 1823 war Arnold Friedrich von Mieg Vorsitzender der Harmonie-Gesellschaft.

## Ehrungen
- 1812 erfolgte die bayerische Adelsbestätigung.
- Anlässlich der Grundsteinlegung zur Konstitutionssäule in Gaibach hielt Arnold Friedrich von Mieg in Anwesenheit von Kronprinz Ludwig die Festansprache.

- 1824 wurde er Ehrenbürger von Würzburg und 1828 von Nürnberg.[5]
- Er wurde zur Exzellenz ernannt.
- Er erhielt nachfolgende Ehrungen und Auszeichnungen:
  - Großkreuz des Verdienstordens der bayerischen Krone
  - Großkreuz des Königlich Griechischen Erlöser-Orden
  - Großkreuz des Königlich Sächsischen Zivilverdienstorden
  - Ritter des Österreichischen Ordens der Eisernen Krone I. Klasse
  - Roter Adlerorden I. Klasse
  - Großkreuz des Königlicher Württembergischer Friedrichsordens
  - Großkreuz des Kurhessischen Hausordens vom Goldenen Löwen
  - Großkreuz des Großherzoglichen Hessischen Ludwigordens
- Er war Ehrenmitglied der Bayerischen Akademie der Wissenschaften[6]

## Schriften (Auswahl)
- Anrede am 26ten May 1821 bei Legung des Grundsteins zu der Denksäule bei Gaibach. Würzburg, 1821.
- Beate Kann: Würzburgs Ehrenbürger 1819 bis 1837 : Johann Michael von Seuffert, Georg Josef Seuffert, Johann Adam von Seuffert, Wilhelm Joseph Behr, Rudolf Graf von Rechteren-Limpurg, Arnold Friedrich Ritter von Mieg, Dr. Johann Lukas Schönlein, Georg Thomas Haaf ; eine Ausstellung des Stadtarchivs Würzburg; Wechselausstellungen Dezember 1993 bis Mai 1994. Würzburg: Stadtarchiv Würzburg, 1993.